# Hilde Gröber
Hilde Gröber, geb. Kazmierczak, (* 30. März 1931 in Bottrop) ist eine ehemalige deutsche Tischtennisspielerin. Sie gehörte Ende der 1950er und Anfang der 1960er Jahre zu den besten Spielerinnen und gewann fünfzehn nationale Titel.

## Nationale Erfolge
Gröber begann ihre Laufbahn beim Verein TTC Bottrop-Eigen. 1954 wurde sie erstmals für die Teilnahme an der nationalen deutschen Meisterschaft nominiert. Ein Jahr später gewann sie die deutsche Meisterschaft im Doppel mit ihrer Vereinskameradin Hilde Kraska. Einen weiteren Titel holte sie 1958 im Mixed mit Hans-Werner Schippers. 1956 wechselte sie zum DTC Kaiserberg. Mit dessen Damenteam wurde sie acht Mal deutscher Mannschaftsmeister, nämlich 1962, 1963 und 1965 bis 1972. Im Mannschaftspokal siegte das Team von 1964 bis 1968 fünf Mal in Folge. 
1960 wurde Gröber in der nationalen Rangliste auf Platz drei geführt.
Später schloss sich Gröber dem Verein Olympia Hamborn an. 1995 wechselte sie zu TG DJK Rheinland Hamborn, wo sie nach mehreren Erfolgen in Seniorenturnieren ihre aktive Laufbahn beendete.

## Internationale Auftritte
Gröber bestritt von 1960 bis 1962 vier Länderspiele. 1959 nahm sie an den Individualwettbewerben der Weltmeisterschaft teil. Zudem wurde sie für die Europameisterschaft 1960 nominiert.
Als Gröber 1966 im Europapokal, den Kaiserberg gewann, die Tschechin Marta Lužová besiegte, wurde das in Fachkreisen als Sensation angesehen.

## Privat
Gröber ist seit 1955 verheiratet.

## Turnierergebnisse
| Verband | Veranstaltung     | Jahr | Ort      | Land | Einzel    | Doppel    | Mixed      | Team |
| ------- | ----------------- | ---- | -------- | ---- | --------- | --------- | ---------- | ---- |
| FRG     | Weltmeisterschaft | 1959 | Dortmund | FRG  | letzte 64 | letzte 32 | letzte 128 |      |